# Прицельный параметр

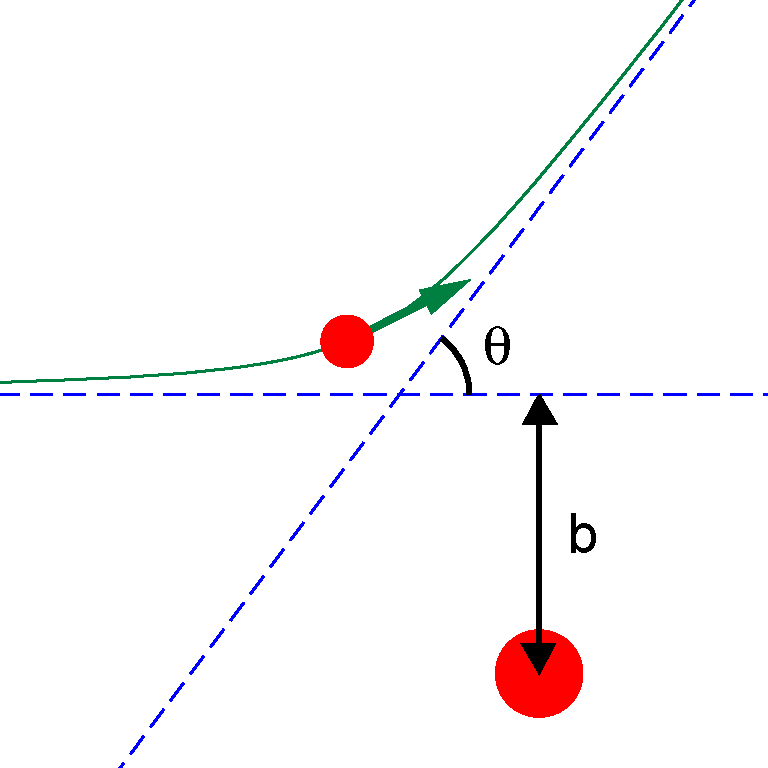
Прицельный параметр b и угол рассеяния θ.

Прицельный параметр (прицельное расстояние, англ. impact parameter) — расстояние вдоль перпендикуляра от пути частицы до центра поля потенциала  {\displaystyle U(r)}, создаваемого  телом, к которому приближается частица (см. рисунок). Термин используется в ядерной физике (см. формула Резерфорда), а также в  классической механике.
Прицельный параметр связан с углом рассеяния {\displaystyle \theta } 
{\displaystyle \theta =\pi -2b\int _{r_{\mathrm {min} }}^{\infty }{\frac {dr}{r^{2}{\sqrt {1-(b/r)^{2}-2U/mv_{\infty }^{2}}}}},}
где {\displaystyle v_{\infty }} — скорость частицы, когда она находится далеко от центрального тела,  {\displaystyle r_{\mathrm {min} }} — минимальное расстояние от частицы до центрального тела.

## Рассеяние твёрдой сферой
Наиболее простым примером, иллюстрирующим использование понятия прицельного параметра, является случай рассеяния твёрдой сферой. В данном случае телом, к которому приближается частица, является твёрдая сфера радиуса  {\displaystyle R}. Потенциал сферы {\displaystyle U(r)=0} при {\displaystyle r>R} и {\displaystyle U(r)=\infty }  при {\displaystyle r\leq R}. Когда {\displaystyle b>R}, частица пролетает мимо сферы. Заметим, что {\displaystyle \theta =0}. При {\displaystyle b\leq R} получаем {\displaystyle b=R\cos \left({\frac {\theta }{2}}\right)}.

## О центральности столкновений
В области физики высоких энергий, особенно при рассмотрении экспериментов со сталкивающимися пучками частиц, столкновения можно классифицировать по величине прицельного параметра. Центральные столкновения имеют {\displaystyle b\approx 0}, столкновения на периферии имеют {\displaystyle 0<b<2R}, ультрапериферийные столкновения происходят при {\displaystyle b>2R}, причём сталкивающиеся ядра рассматриваются как жёсткие сферы радиуса {\displaystyle R}.
Поскольку сильное взаимодействие быстро уменьшается с расстоянием, оно не может соединять кварки, разделённые расстоянием, превышающим величину радиуса нуклона. Следовательно, сильное взаимодействие подавляется при периферийных и ультрапериферийных столкновениях. Это означает, что финальное разнообразие частиц в случае наиболее центральных столкновениях является наибольшим, поскольку при таких соударениях партоны обладают наибольшей вероятностью участия во взаимодействиях. Таким образом, множественность заряженных частиц является мерой центральности столкновений (заряженные частицы обнаружить легче, чем незаряженные).
Поскольку сильные взаимодействия практически невозможны в случае ультрапериферийных столкновений, то их можно использовать при исследовании электромагнитных взаимодействий: фотон-фотонных, фотон-нуклонных, фотон-ядерных и т.д. 